# Kiersten Dallstream
Kiersten Roan Dallstream (* 5. März 1988) ist eine ehemalige US-amerikanische Fußballspielerin.

## Karriere
In der Saison 2010 spielte Dallstream für den WPS-Teilnehmer Sky Blue FC, in der Folgesaison für den Ligakonkurrenten Boston Breakers. Anfang 2013 wurde Dallstream vom Seattle Reign FC verpflichtet, ihr Ligadebüt gab sie dort am 14. April 2013 gegen die Chicago Red Stars. Nach der Saison 2018 erhielt sie zunächst keinen neuen Vertrag und wurde vereinslos. Wenige Wochen nach Saisonbeginn 2019 unterschrieb Dallstream jedoch erneut beim mittlerweile als Reign FC firmierenden Franchise.

### Nationalmannschaft
Dallstream war von 2008 bis 2009 Mitglied der US-amerikanischen U-20- und U-23-Nationalmannschaft. Mit der U-20 gewann sie die Weltmeisterschaft 2008.